# کارولاینا پنترز

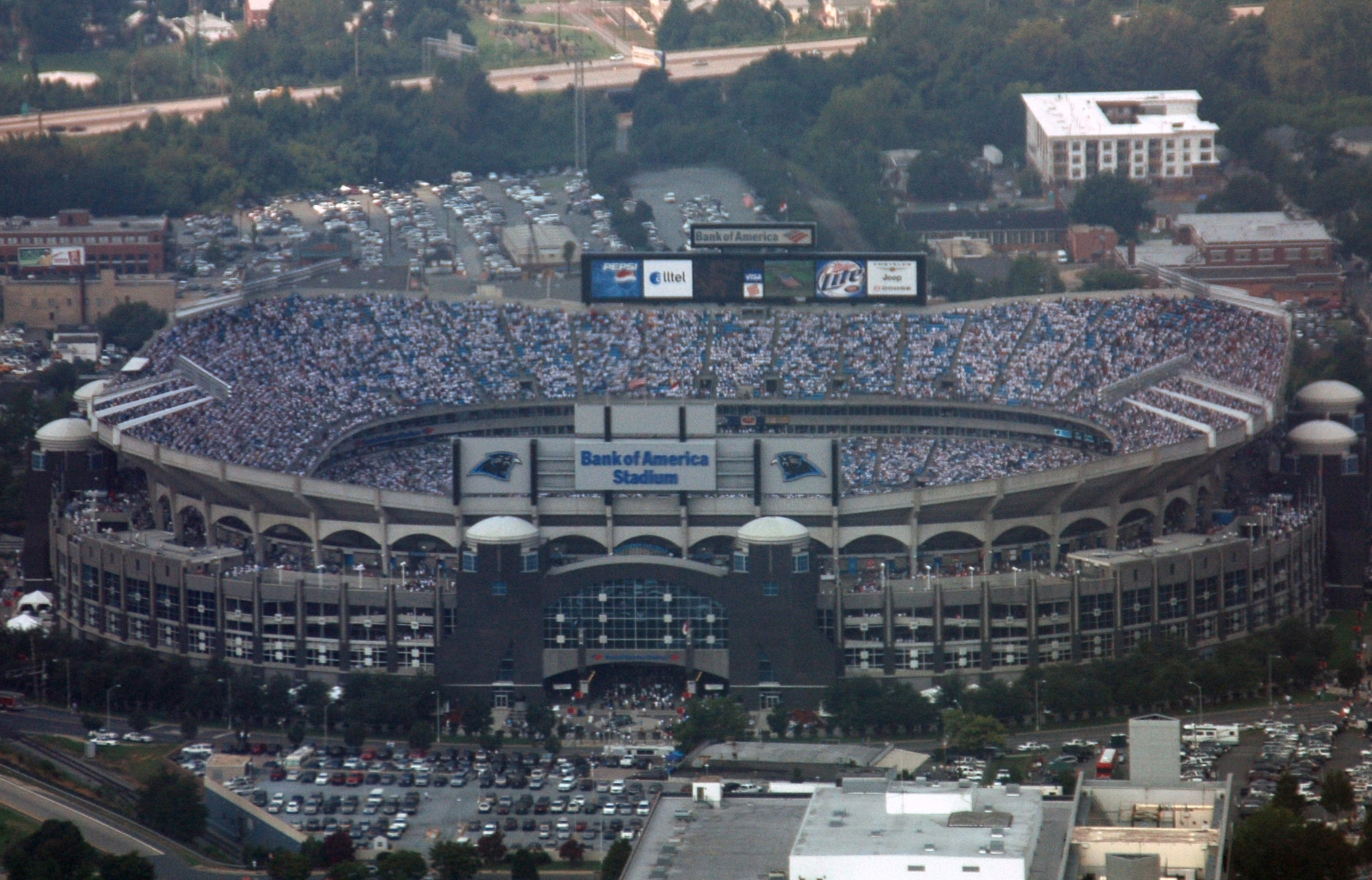

تیم فوتبال آمریکایی کارولاینا پنترز (به انگلیسی: Carolina Panthers) از شارلوت در ایالت کارولینای شمالی می‌باشد.
این تیم عضو لیگ ملی فوتبال آمریکا است.
ورزشگاه خانه این تیم ورزشگاه بانک آو آمریکا (به انگلیسی: Bank of America Stadium) نام دارد.

## وب‌گاه رسمی
- وبگاه رسمی تیم